# Triángulo de la fatalidad

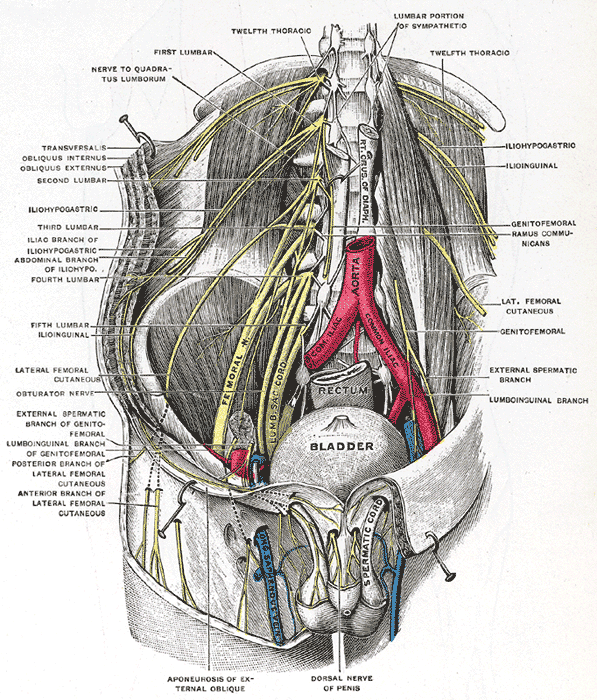
Disección profunda y superficial del plexo lumbar con anotaciones en inglés. Se aprecian componentes del triángulo de la fatalidad como las venas ilíacas, el nervio femoral, o el cordón espermático (que contiene, entre otros, los vasos espermáticos).

El triángulo de la fatalidad es un triángulo anatómico definido por los conductos deferentes en su parte medial, los vasos espermáticos en su parte lateral y el pliegue peritoneal en su parte inferior. Este triángulo contiene la arteria y la vena ilíaca externa, la vena ilíaca circunfleja profunda, la rama genital del nervio genitofemoral y, oculto por la fascia, el nervio femoral.
Tiene importancia en la reparación laparoscópica de la hernia inguinal. Aquí se evitan las grapas quirúrgicas.
Similar al triángulo de la fatalidad, es el triángulo del dolor, es un hito importante en la cirugía laparoscópica, los límites son los vasos gonadales (arteria y vena testicular) —medialmente el tracto iliopúbico— superiormente y el reflejo peritoneal abajo. El contenido de este triángulo incluye la rama femoral del nervio genitofemoral y el nervio cutáneo lateral del muslo.